# Gillian Ladwig
Gillian Ladwig (* 3. Dezember 1998) ist ein deutscher Leichtathlet, der sich auf den Stabhochsprung spezialisiert hat.

## Karriere
Ladwig belegte bei den Weltmeisterschaften 2025 im Stabhochsprung der Männer den 22. Platz. Bei der Team-Europameisterschaft in diesem Jahr belegte er Platz sechs. Er gewann außerdem die Bronzemedaille bei den Deutschen Meisterschaften 2023.
Bei den Deutschen Hallenmeisterschaften 2025 wurde Ladwig Dritter. In diesem Jahr wurde er außerdem Deutscher Freiluftmeister.